# Србин је луд
Србин је луд је песма Рибље Чорбе, српског рок бенда, са албума Пишање уз ветар.
Текст изражава теме лудила и трагедије повезане са српским идентитетом, укључујући и реченице које одају уједно осећај очаја и отпорности српског народа. Песма одражава сатирички карактер који је бенд неговао кроз своју каријеру. Бора је рекао да ова песма по њему највише описује његов народ. Изјавио је: Не могу да замислим да неко у Хрватској напише тако нешто о Хрватима или у Македонији о Македонцима а да му се не замери. Овде ме нико не криви. Вокале у песми пева и Дејан Цукић.
Србин је луд, Србин је проклет
једном га убијеш
он 'оће опет— Б. Ђорђевић